# Online Armor
Online Armor (Online Armor Security Suite) — персональный файрвол для Microsoft Windows NT, продукт в настоящее время принадлежит компании Emsi Software GmbH, которая купила его у компании Tall Emu.

## Варианты программы
- Online Armor Premium — основная версия программы. В рейтинге сайта matousec.com версия 4.0.0.44 имела результат 97 % и оценку уровня защиты «Excellent».[2] В тесте на способность системы HIPS защитить ядро Windows, проведённом сайтом anti-malware.ru в апреле 2009 года, Online Armor Personal Firewall Premium 3.0.0.190 вместе с Comodo Internet Security занял первое место, пройдя 9 тестов из 9[3].
- Online Armor Free — бесплатная версия (freeware), не включает ряд возможностей программы. Версия 4.0.0.35 Online Armor Free также была протестирована сайтом matousec.com и получила оценку 96% с уровнем защиты «Excellent».[2]
- Online Armor++ — содержит все возможности Online Armor плюс включает в себя антивирус.
- Online Armor AV+ с антивирусом Касперского. Продажа и поддержка в настоящее время прекращены, однако, до приобретения продукта компанией EmsiSoft, она активно развивалась.

## Возможности программы
Основные возможности Online Armor Free
- Обновления
- Защита от выполнения
- Защита автозапуска
- Обычный режим
- Обнаружение кейлоггеров
- Защита от внешних воздействий
- Режим защиты ядра
- Управление доменами
- Защита от завершения
- Фаервол
- Контроль программ

Emsisoft Online Armor Premium дополнительно содержит следующие функции:
- Режим онлайн-банкинга
- Экран файлов и реестра
- Техническая поддержка
- Фишинг-фильтр
- Углубленный режим
- Импорт и экспорт настроек
- Защита от подмены DNS

## Награды
- Gold Firewall Outbound Protection Award от Anti-Malware.ru (сентябрь 2011)[4]